# Rolf Fredholm
Rolf Carl Olof Ali Fredholm, född den 18 februari 1896 i Konstantinopel, död den 14 mars 1991 i Ängelholm, var en svensk militär.
Fredholm blev fänrik vid Skånska husarregementet 1918, underlöjtnant där 1920 och löjtnant där 1921, vid Skånska kavalleriregementet 1928, ryttmästare vid Livregementet till häst 1937, major vid Skånska kavalleriregementet 1940 och vid generalstabskåren 1941. Han befordrades till överstelöjtnant vid Skånska dragonregementet 1943, vid Skaraborgs regemente 1947, och till överste i reserven 1950. Fredholm var befälhavare för Skövde försvarsområde 1949–1956. Han blev riddare av Svärdsorden 1939 och kommendör av samma orden 1956.